# Avanti ¡que pase el siguiente! (Chile)
Avanti ¡que pase el siguiente! fue un programa de televisión chileno de concursos, transmitido por La Red y conducido por Leo Caprile. Esta una adaptación del programa italiano Avanti un altro!. El programa era emitido de lunes a viernes, a las 18:30. Producido y transmitido por La Red. Fue estrenado el 22 de septiembre de 2014 y finalizó el 24 de marzo de 2015.

## Mecánica del juego

### Juego principal
Los concursantes esperaban en una fila su turno para competir. Ellos concursaban uno por uno. El juego comenzaba cuando Leo Caprile presionaba un botón a su derecha y decía "Avanti ¡que pase el primero!", el primer concursante comenzaba a competir. El primer juego consistía en pasar distintos desafíos. De estos, existían dos clases:
- Tripleta: Caprile leía 4 preguntas de una categoría, con dos alternativas cada una. La meta era responder al menos tres preguntas. El concursante podía errar una vez, pero si erraba de nuevo, era eliminado. Algunas categorías eran recurrentes, y eran acompañadas por música, como Bandas sonoras o Canción equivocada, disfraces para Leo Caprile o incluso reemplazadas por retos físicos, como ¿Puede hacerlo?. La más recordada de todas era México la cual era decorada por tres de cuatro personajes del minimundo disfrazados de charros, con sombrero, poncho, sonajeras y guitarras (entre ellos, Mala Suerte, Bono, Pablo Estomar e Hipólito). Cuando el concursante respondía correctamente le cantaban La Cucaracha, y si se equivocaba le cantaban Cielito Lindo.
- Reto del minimundo: Uno de los personajes del minimundo entraba en escena, hacía un corto sketch humorístico y hacía una pregunta que el concursante debía contestar correctamente para seguir participando.

Cada vez que un concursante era eliminado, Caprile llamaba al siguiente al grito de "Avanti ¡que pase el siguiente!". Cuando se completaba un desafío, el concursante podía sacar un tubo de una ruleta en el centro del estudio que contenía o bien dinero, o bien una sorpresa que o bien lo podía ayudar, o bien haría su juego más difícil. Si sacaba dinero, el concursante tenía la opción de bancarse, es decir, sentarse en el trono y convertirse en el "campeón provisional". El campeón podía ser desbancado por el siguiente concursante si acumulaba más dinero que él. Si tomaba un Duelo (llamado así porque sólo uno de los concursantes en el set podría seguir jugando), recibía automáticamente la suma del campeón y, teniendo dos posibles campeones provisionales, se realizaba una pregunta que tanto el concursante retador como el campeón provisional podían contestar, presionando antes que el otro en un botón a su derecha (en el caso del concursante retador) o a su izquierda (en el caso del campeón provisional). El campeón no estaba obligado a responder para permanecer en el juego, pero si cualquiera de los dos presionaba el botón y recibía su turno, debía contestar correctamente para seguir jugando. Si el retador fallaba, el concursante retador ganaba automáticamente el duelo. Si el concursante no respondía antes de los 10 segundos o su respuesta era incorrecta, era eliminado. Si el duelo era tomado cuando no había todavía sentado ningún campeón no pasaba nada y podía tomar otro tubo. Si tomaba Mala Suerte, perdía todo el dinero acumulado y entraba en escena el personaje de Mala Suerte, acompañado por música fúnebre, que le proponía una pregunta sin alternativas para seguir en juego. Si tomaba Avanti, era eliminado inmediatamente.

### Última ronda de preguntas
En esta fase, un último desafío era presentado. Quien estuviese sentado en el trono al terminar la última ronda de preguntas, recibía $1.000.000 extra y accedía al juego final.

### El juego final
Constaba de 21 preguntas que debían ser respondidas de forma equivocada en 150 segundos (teniendo dos opciones, la correcta y la equivocada). Si en algún momento se decía la respuesta correcta o demoraba más de dos segundos en responder, se tenía que volver a empezar, pero el tiempo seguía corriendo. Si los 150 segundos terminaban, todo el dinero se perdía excepto el millón de pesos extra, que se convertía en 100 segundos más, pero se descontaban $10.000 por segundo. En los últimos episodios, cuando quedaban 30 segundos ($300.000) aparecería un haz de luz que el concursante, al tocarlo, podía congelar el tiempo, y escuchaba el cuestionario desde el principio de forma calmada. Si lo completaba ganaba el monto congelado, pero si cometía un error, perdía todo.

## La ruleta
La ruleta contenía los siguientes 52 tubos:
- 1 tubo de $5.000.000
- 1 tubo de $4.000.000
- 4 tubos de $2.500.000
- 5 tubos de $2.000.000
- 5 tubos de $1.500.000
- 5 tubos de $1.000.000
- 5 tubos de $900.000
- 5 tubos de $600.000
- 5 tubos de $200.000
- 5 tubos de $120.000
- 2 tubos de $30.000
- 5 tubos con Duelo
- 1 tubo con Avanti
- 3 tubos con Mala Suerte

## El minimundo
En el programa, muchas veces entraban en escena personajes que ofrecían retos alternativos, estos eran:
- El bono dúo: acompañaban al concursante para masajearlo durante una ronda de preguntas, y si respondía correctamente, el monto del tubo era doblado. La bona, interpretada por Cristina Aránguiz, entraba si el concursante en cuestión era hombre, y el bono, interpretado por Leo Opazo, entraba si la concursante era mujer.
- Mala Suerte: interpretado por Jorge Magni, entraba al estudio cada vez que un concursante elegía el tubo Mala Suerte. El participante perdía todo el dinero que había acumulado y debía contestar una pregunta sin alternativas que generalmente se trataba sobre desgracias de personas, (hace alusión a su nombre) si el concursante erraba la respuesta este era eliminado del programa.
- Pablo Estomar: interpretado por Italo Gentina, entraba al estudio a hacer preguntas sobre vicios. Si el concursante contestaba correctamente podía elegir un tubo, si se equivocaba era eliminado. Si tomaba un tubo, Pablo Estomar le daba a escoger cambiarle lo que tenía el tubo por un sobre (que podía contener Duelo, Avanti, Cambio de mando o Pierde todo).
- Doctora Avanti: interpretada por Gabriela Rodríguez y su paciente "Hipólito". Entraba al estudio estudio a hacer preguntas relacionadas al ámbito de la medicina. Más adelante este reto sería reemplazado por el de Ennio Camote.
- Ennio Camote: interpretado por Hipólito Gutiérrez, el cual hacía una parodia de Ennio Carota, chef en MasterChef Chile, incluyendo su acento italiano. Entraba al estudio a hacer preguntas sobre cocina.
- Muchas veces entraban al estudio actores del mismo minimundo parodiando celebridades o personajes ficticios, como Darth Vader, el Chavo del Ocho o Marilyn Monroe (ambos interpretados por Hipólito Gutiérrez). En otras ocasiones, se invitaban a dobles para encarnar esos roles, como de Tina Turner o Michael Jackson.